# Juan Pablo López
Juan Pablo López (Santa Fé, 26 de junho de 1792 – Santa Fé, 27 de julho de 1886), militar e político argentino, governador de Santa Fé em três oportunidades, entre 1838 e 1858.